# Аргир Сетов
Аргир Петров Сетов, български революционер от Вътрешната македоно-одринска революционна организация.

## Биография
Аргир Сетов е роден в леринското село Сребрено, тогава в Османската империя, днес в Гърция. Присъединява се към ВМОРО, по време на Илинденското въстание от 1903 година оглавява Прекопанската и Требренската чети, част от Блацкия център под водачеството на Иван Попов. По-късно убива гъркоманския свещеник Димитър от Сребрено, заради което Павлос Мелас първоначално смята да убие жена му, но е разубеден от местните гъркомани.